# Salvadora grahamiae
Espèce
Synonymes
- Salvadora lineata Schmidt, 1940

Statut de conservation UICN

 LC  : Préoccupation mineure

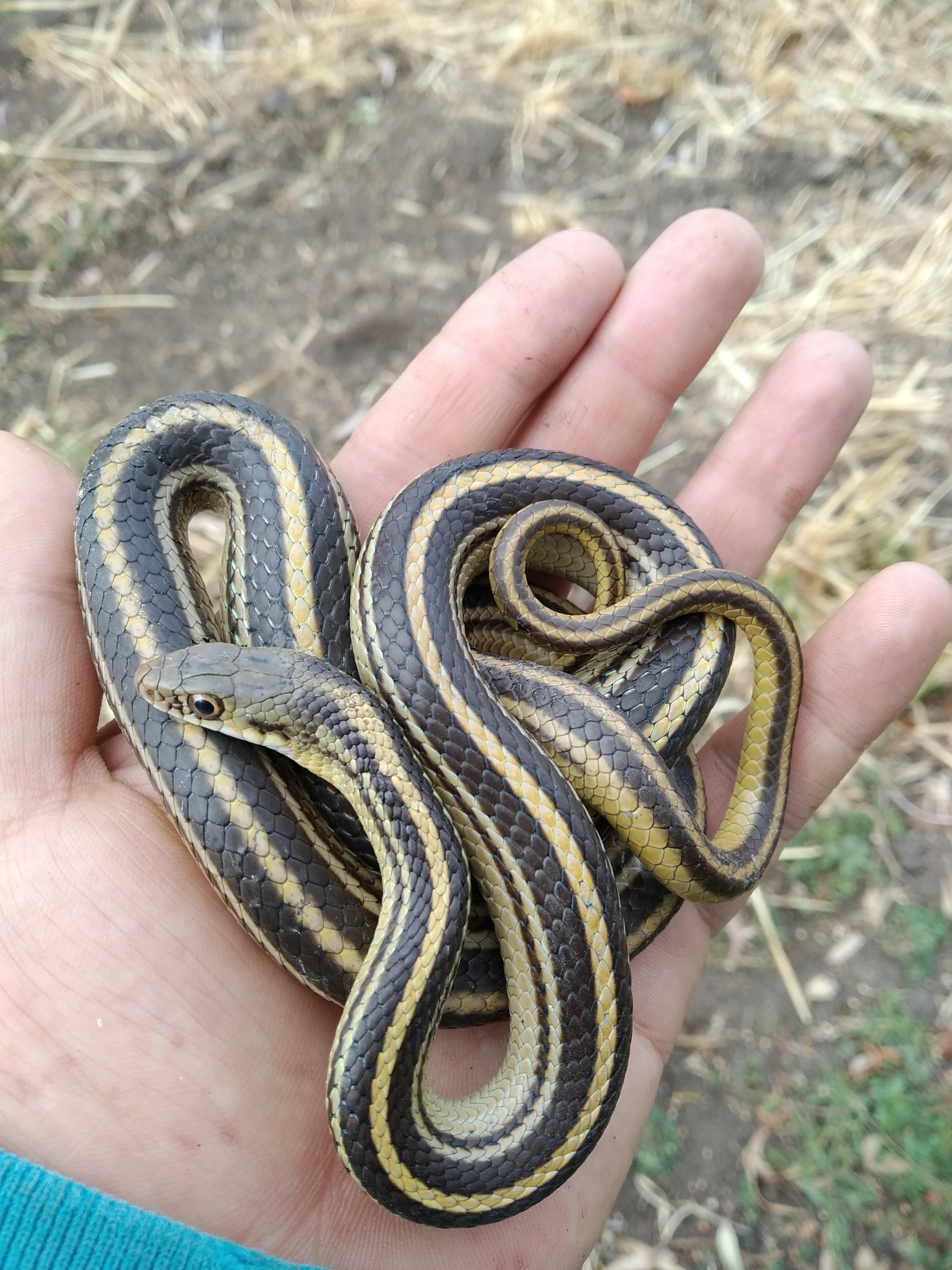
Salvadora grahamiae

Salvadora grahamiae  est une espèce de serpents de la famille des Colubridae.

## Répartition
Cette espèce se rencontre :
- au Mexique dans les États de Chihuahua, de Durango, du Nuevo León, de Tamaulipas, de Zacatecas, de San Luis Potosí et du Querétaro ;
- aux États-Unis dans le Texas, dans le Nouveau-Mexique et dans le sud-ouest de l'Arizona.

## Description
C'est un serpent ovipare.

## Étymologie
Cette espèce est nommée en l'honneur de James Duncan Graham.

## Liste des sous-espèces
Selon The Reptile Database (21 mars 2012) :
- Salvadora grahamiae grahamiae Baird & Girard, 1853
- Salvadora grahamiae lineata Schmidt, 1940

## Publications originales
- Baird & Girard, 1853 : Catalogue of North American Reptiles in the Museum of the Smithsonian Institution. Part 1. Serpents. Smithsonian Institution, Washington, p. 1-172 (texte intégral).
- Schmidt, 1940 : Notes on Texan snakes of the genus Salvadora. Publication. Field Museum of Natural History, vol. 24, no 12, p. 143-150 (texte intégral).